# Indoline
Indoline is een heterocyclische organische verbinding met als brutoformule C7H6N2. De stof komt voor als een heldere groene vloeistof, die matig oplosbaar is in water.

## Structuur
De structuur van indoline is analoog aan die van indool, maar de 2-3-koolstofbinding is verzadigd. Door aanwezigheid van een benzeenring is deze verbinding een aromaat.

## Toxicologie en veiligheid
Indoline moet sterk gescheiden worden van sterke oxidatoren, sterke zuren, zuuranhydriden en zuurchloriden. Bij verbranding of verhitting kunnen irriterende en schadelijke gassen vrijkomen, waaronder stikstofoxiden, koolstofmonoxide, koolstofdioxide en stikstofgas.